# Gieren (scheepsbeweging)

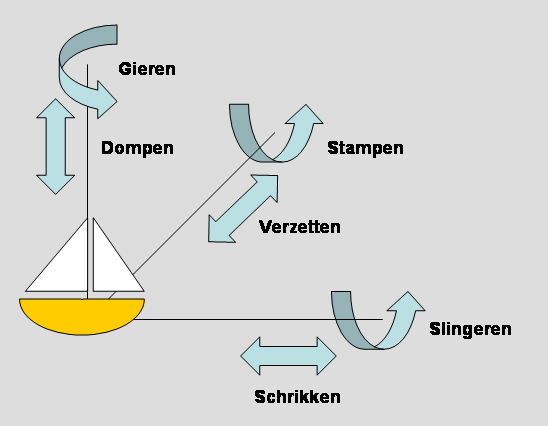
De zes scheepsbewegingen

Gieren is een van de zes scheepsbewegingen. Gieren is het heen en weer roteren van het schip rond zijn staande as.
Een schip kan ook gieren achter zijn anker. Deze heen-en-weerbeweging is een rotatie rond het anker. Dit wordt veroorzaakt door wind of stroming. Gieren kan worden voorkomen door een tweede anker uit te gooien of door een puts achter het schip te hangen. Het verschijnsel kan steeds minder worden waargenomen bij binnenschepen, omdat moderne schepen naast ankers ook twee spudpalen aan boord hebben.